# 1418
Rok 1418 (MCDXVIII) gregoriánského kalendáře začal ve čtvrtek 1. ledna a skončil ve čtvrtek 31. prosince. Dle židovského kalendáře nastal přelom roků 5178 a 5179, dle islámského kalendáře 839 a 840.

## Události
- 22. duben – koncil v Kostnici ukončil své jednání
- Portugalci objevují ostrov Madeira (ostrov) a osídlují jej
- 19. květen – Paříž obsadil Jan Nebojácný, vévoda burgundský
- září – Angličané začali obléhat Rouen
- Po Mirceovi I. nastoupil valašský kníže Michael I.

### Probíhající události
- 1405–1433: Plavby Čeng Chea
- 1406–1428: Čínsko-vietnamská válka

## Narození
- 18. prosince – Albrecht VI. Habsburský, rakouský vévoda († 1463)
- Agostino di Duccio, italský sochař († asi 1481)

## Úmrtí
- 2. června – Kateřina z Lancasteru, kastilská královna jako manželka Jindřicha III. a regentka Kastilského království (* 1372/1373)
- 12. června – Bernard VII. z Armagnacu, francouzský hrabě (* 1360)

## Hlavy států
- České království – Václav IV.
- Svatá říše římská – Zikmund Lucemburský
- Papež – Martin V.
- Anglické království – Jindřich V.
- Francouzské království – Karel VI.
- Polské království – Vladislav II. Jagello
- Uherské království – Zikmund Lucemburský
- Byzantská říše – Manuel II. Palaiologos